# Tremendum
Tremendum è il decimo album in studio del gruppo musicale death metal polacco Hate, pubblicato nel 2017.

## Tracce
1. Asuric Being – 5:46
2. Indestructible Pillar – 4:21
3. Svarog's Mountain – 5:05
4. Numinosum – 5:39
5. Fidelis ad Mortem – 4:55
6. Into Burning Gehenna – 4:24
7. Sea of Rubble – 4:25
8. Ghostforce – 3:57
9. Walk Through Fire – 6:21
10. Hearts of Steel – 4:56

## Formazione
Gruppo
- Adam "ATF Sinner" Buszko - chitarra, voce
- Paweł "Pavulon" Jaroszewicz - batteria

Ospiti
- Paweł Michałowski - basso
- Michał Staczkun - tastiere
- Domin - chitarra
- Dean Arnold - chitarra